# Nete
Nete (Νήτη) es un personaje de la mitología griega. Nete es una de las tres 
musas de Delfos que personifica la primera cuerda o la nota más baja de la lira de Apolo según la escala musical tónica; para otros, se trata de una musa diferente. Se la conoce también con el nombre de Cefiso.